# Морфассо
Морфассо (італ. Morfasso) — муніципалітет в Італії, у регіоні Емілія-Романья,  провінція П'яченца.
Морфассо розташоване на відстані близько 390 км на північний захід від Рима, 135 км на захід від Болоньї, 37 км на південь від П'яченци.
Населення — 1050 осіб (2014).

## Демографія
Населення за роками:

Станом на 1 січня 2023 року в муніципалітеті офіційно проживали 34 іноземці з 17 країн, серед них 15 громадян країн Євросоюзу та 3 громадяни України.

## Сусідні муніципалітети
- Барді
- Беттола
- Боре
- Фарині
- Гроппарелло
- Луганьяно-Валь-д'Арда
- Вернаска